# گابل (اورگن)
گابل (به انگلیسی: Goble) یک منطقهٔ مسکونی در ایالات متحده آمریکا است که در شهرستان کلمبیا، اورگن واقع شده‌است.